# Галацький тролейбус
Галацький тролейбус — тролейбусна мережа в місті Галаці в Румунії. Відкрита 23 серпня 1989 року.

## Історія
Тролейбусний рух відкрито 23 серпня 1989 року на маршруті 101 Мікро-19 - Центр, який обслуговується 7 тролейбусами Rocar 217E. Наприкінці 1989 року мережа розширюється до Grădina Publică, відкрито маршрут 102. У 1990 році тролейбуси досягають парку CFR, і лише після 1990 року тролейбуси досягають Strada Combinatului та нової автостанції. 1 квітня 2021 року змінюється кінцева лінія тролейбусів 102 і 104, які продовжуватимуть рух від Parc CFR по Strada Prundului і Strada Traian, повертаючись до Bariera Traian. 
Мерія Галаца висловила намір замінити деякі трамвайні лінії на тролейбусні, першими маршрутами, запланованими для перетворення на тролейбуси, є маршрут 9 і маршрут 35.

## Лінії
Діє (2024 рік) 1 регулярний тролейбусний маршрут:
- 102: Micro 19 − Bariera Traian

Маршрут 101 Bd. Brăilei – Bd. Brigadiilor - Str. Nicolae Bălcescu - Centru  працює лише в разі аварій або перекриття вулиць.

## Рухомий склад
У 1999 році надійшло три тролейбуси «Астра-Ікарус», потім у 2008 році — 10 тролейбусів МАЗ 203Т «Ітон» і, не менш важливе, у 2017 році — 17 тролейбусів «Шкода Соляріс 26Тр».